# Batalla de Palikao
La batalla de Palikao (inglés: Battle of Palikao; francés: La bataille de Palikao; chino simplificado: 八里桥 之 战, chino tradicional: 八里橋 之 戰; pinyin: Bālǐqiáo zhī zhàn; literalmente: Batalla del Puente de ocho millas) fue combatido en el puente de Palikao, al este de Pekín, por las fuerzas anglo-francesas contra el Imperio Qing durante la segunda guerra del Opio en la mañana del 21 de septiembre de 1860. La victoria franco-británica permitió que las fuerzas occidentales tomaran la capital, Pekín, y eventualmente derrotaran al Imperio Qing.

## Antecedentes
La fuerza anglo-francesa había intentado durante dos años llegar a Pekín. En 1858, la firma del Tratado de Tianjin paró la visita potencial después de capturar los fuertes de Taku que defendieron el río Hai, que fueron vueltos al ejército de Qing. En 1859, un intento armado de entrar al río fue detenido por barreras a través del río que resultaron en una dramática derrota de las fuerzas anglo-francesas cuando trataron de recuperar los fuertes desde la dirección del río.
Navegando desde Hong Kong en julio, la captura de los fuertes de Taku el 21 de agosto de 1860 había abierto la ruta del río a Pekín. Las autoridades chinas de la fortaleza habían capitulado los 22 fuertes a lo largo del río hasta Tientsin, incluida esa ciudad.
El objetivo de la expedición anglo-francesa era obligar al gobierno chino en Pekín a observar los tratados comerciales firmados entre sus gobiernos en Tianjin en 1858, que incluía permitir a los británicos continuar el comercio del opio en China. El teniente general Sir Hope Grant era el comandante británico con Charles Cousin-Montauban a cargo de los franceses.

## Batalla
La fuerza combinada anglo-francesa marchaba de manera tranquila desde los fuertes de Taku, con los franceses en un lado del río, los británicos en el otro. Se llegó a Tianjin el 1 de septiembre de 1860 y se iniciaron las negociaciones con Pekín.
Los negociadores, encabezados por Grant bajo bandera de tregua, fueron capturados por las fuerzas Qing, lo que provocó el cese inmediato de las negociaciones.
El ejército avanzó de Tianjin con una caballería y cuando llegaron a Chang-Kia-Wan se encontraron con un gran ejército chino con un frente de cinco millas. Hubo una escaramuza entre la caballería, luego con la artillería aliada silenciando la artillería china, el ejército chino dispersado y retirado.
Dos días más tarde, el 20 de septiembre, la caballería descubrió al ejército chino en una posición fuerte frente a un canal que conectaba Pekín con el río Peiho, con dos puentes en Palikao. El ejército aliado atacó frontalmente y la caballería atacó desde la izquierda forzando a los chinos de nuevo sobre los dos puentes. La fuerza anglo-francesa infligió pérdidas masivas en el ejército Qing atrapado por el canal. Pekín fue invadido a partir de entonces.
En el lado de Qing, las tropas de Sengge Rinchen, incluyendo la caballería mongol de la élite, fueron aniquiladas completamente después de varias cargas frontales condenadas contra la potencia de fuego concentrada de las fuerzas aliadas.

## Consecuencias
Con el ejército Qing devastado, el emperador Xianfeng huyó de la capital, dejando a su hermano, el príncipe Gong, a cargo de las negociaciones.
Las negociaciones se centraron en la liberación de los prisioneros. Las conversaciones fracasaron y el 11 de octubre ingenieros lanzaron obras y baterías para romper las paredes de Pekín. Todo estaba listo esa noche cuando a las 11.30 p. m. la puerta se abrió y la ciudad se rindió.
Los prisioneros habían sido llevados al Ministerio de Justicia en Beijing, donde fueron confinados y torturados. Parkes y Loch fueron devueltos con otros 14 sobrevivientes. Veinte prisioneros británicos, franceses e indios murieron. Sus cuerpos eran apenas reconocibles.
Las fuerzas anglo-francesas entraron en Pekín y saquearon el Palacio de Verano y el Antiguo Palacio de Verano. Harry Smith Parkes y los presos diplomáticos sobrevivientes habían sido liberados, Lord Elgin ordenó que los palacios de verano fueran quemados, comenzando el 18 de octubre. La destrucción de la Ciudad Prohibida fue incluso discutida, como propuso Elgin para desalentar el Imperio Qing de usar el secuestro como una herramienta de negociación, y para exigir venganza por el maltrato de sus prisioneros.
El comandante francés Cousin-Montauban fue más tarde galardonado con el título de "Conde de Palikao" y una década más tarde, fue nombrado el 31er primer ministro de Francia por Napoleón III.
En el Tratado de Tianjin, el tribunal de Qing aceptó todas las demandas occidentales, incluyendo el pago de indemnizaciones y la aceptación de diplomáticos extranjeros en la corte imperial en Beijing. Debido a que ni Qing ni los diplomáticos occidentales discutieron el comercio del opio, el tratado lo liberalizó efectivamente.